# 陳耿彬
陳耿彬 （1921年4月20日—1967年2月27日），臺灣臺中州豐原郡神岡三角子（今臺中市神岡區三角里）人，攝影師、新聞工作者，「中部美術協會」成員。

## 生平
陳耿彬1921年出生於神岡庄三角子，就讀岸裡公學校（今岸裡國小），1930年舉家搬遷至台中市區大城街，轉學至臺中市村上公學校（今忠孝國小）。畢業後透過大哥耿崇的介紹，於新盛街（今中山路）日本人所經營的「斯波樂器行」當學徒，學習修理樂器、留聲機及唱片販售，並受到音樂教師斯波夫人的談吐、禮儀教導，為日後職涯舖下有利的人際關係條件。四年後，透過二哥耿禎介紹入臺灣新聞社（位於台中銀行現址），學習報社速記、撰文及編輯，一年後轉至光學化學的寫真部。在寫真部除了內部照相、化學製版、腐蝕凸版、印刷用版等工作，也必須到新聞現場拍攝，奠定之後往印刷製版、新聞攝影及攝影創作之職志。
1937年中國抗日戰爭爆發，寫真部的主管與前輩被派往中國各戰線（華北、華中、華南）建立報社寫真部，陳耿彬升任臺灣新聞社寫真部主管並兼任報導新聞工作。由於攝影構思、風格及鎂粉閃光技術與快門時間的精準掌控，深受政府長官、機關及團體的信賴。1942年第十八任台灣總督長谷川清在台中巡視室內報導中，使用仰角拍攝其行進間之景象，獲長谷川頒授獎狀。
1943年以戰時托兒相片參加臺灣總督府第一回登錄寫真家徵選活動入選（證書第八十號），並取得寫真家徽章，為當時能有此殊榮的少數台籍寫真家。同年於銅鑼拍攝「樟腦油採集樟木、煉油」連作相片。1945年8月離開報社，同年11月創立興台照相製版處，替全台灣的印刷廠製版，並主打當日接稿、完成配送，次日到府完整製版服務。後於1958年遷至忠孝路600坪新廠，展開彩色化平版印刷印藝。此外於1952年獲中華民國聯合國同表會第一次攝影比賽第三名，作品《湖心競渡》赴聯合國教科文組織展出。1954年與洪孔達、林權助、陳水吉等人共組台中市攝影研究會（台中市攝影協會前身）。1956年加入中部美術協會，以《日月潭風光》獲三菱月光相紙杯攝影比賽特獎，翌年擔任台灣製版同業公會常務理事，1967年2月27日因肝疾過世。
陳耿彬戰後多使用6×6相機、120相機拍攝，工作之餘拍攝台灣人文、風景、建築，自家放大沖洗得到黑白沙龍照片，為當時中部三大攝影家（陳耿彬、林權助、洪孔達）之一。三位同時也是好友，時常一同取材及研究彩色照片沖洗技術。

## 家庭
1940年與朱織結婚，戰前育有吉雄、政雄二男，戰後育有沛鋒、炎鋒、鎰鋒三男及艷秋一女。

## 展覽
- 2003「回首台灣百年攝影幽光」專題展[3]

- 2015年「興旺臺灣影像八十載」陳耿彬·陳政雄父子攝影展（2015年9月12日—9月30日）[4]

- 2020年「跨技藝 - 陳耿彬百歲攝影展」（2020年7月18日—2020年8月5日）[5]

- 2020年「世界華人百歲藝術家」[6]

## 外部連結
- 臻印藝術-陳耿彬 （页面存档备份，存于）